# 幻数 (物理学)

展示核素穩定性的核素圖

幻数（英語：Magic Number），又稱魔數、巧數，是指原子核中质子数和中子数的某个特定数值。当质子数或中子数为幻数，或者二者取值均为幻数时，原子核會显示出較高的稳定性。
目前已经确认的幻数有：2、8、20、28、50、82、126這七個幻數。（OEIS數列A018226）
自然界广泛存在的氦、氧、钙、镍、锡、铅元素的质子数分别与2到82的幻数相对应，這些元素都具有多個穩定的天然同位素，其中錫更是擁有最多穩定同位素的元素。而质子数为126的元素Ubh目前尚未发现，預計其處於放射性超重元素穩定島的中央，故可能具有相對極長的半衰期。当原子核之质子數和中子数皆为幻数时，这样的情况称为双幻数。例如质子数82、中子数126的铅同位素208Pb，就具有双幻数，從而显得异常稳定。
一般认为，幻数的存在反映了原子核具有「壳层结构」。1949年德国物理学家玛丽亚·格佩特-梅耶和約翰內斯·延森等人建立了原子核的核殼層模型。当原子核中存在幻数时，核子以集体的形式充满了某个能级，没有核子向更高的能级跃迁，因此这些原子核相当稳定。

## 其他理论
有些科学家在别的核子数目中也发现了较高的稳定性，认为这说明这些数字也会造成次殼層填滿，所以也是幻数：
- 2000年5月日本物理学家发表论文称16有可能也是一个幻数，[2]随后又发现6、30、32也可能是新的幻数。[1]
- 2005年6月，英国和美国科学家发表论文称，人造放射性硅同位素42Si的原子核稳定性很高，表明14可能也是一个幻数。[3]
- 除此之外，还有人发现了一些比较次要的幻数，但其依然造成其元素豐度相对较高：比如6(碳)，14(硅)，16(硫)，32(锗)，38(锶)，40(锆)，58(铈)，70(镱)，92(铀)等（OEIS数列A018226）

## 参阅
- 元素周期表
- 核壳层模型
- 稳定岛